# Alexandr Apajčev
Alexandr Valentinovič Apajčev (rusky Александр Валентинович Апайчев ukrajinsky Олександр Валентинович Апайчев * 6. května 1961) je bývalý ukrajinský atletický vícebojař, reprezentující někdejší Sovětský svaz. Jeho osobní rekord 8709 bodů z roku 1984 je stále ukrajinským národním rekordem v desetiboji. Jeho největším úspěchem ve sportovní kariéře je stříbrná medaile z Her dobré vůle v roce 1986 v Moskvě. Závodil také na LOH 1988 v Soulu, kde ale kvůli infekci v noze musel ze závodu odstoupit. V roce 1990 po neúspěšném návratu na atletické ovály ukončil aktivní kariéru a později se stal profesionálním atletickým trenérem.